# Jan Willinge (1685-1771)
Jan Willinge (Peize, 25 november 1685 - aldaar, 23 januari 1771) was een Nederlandse bestuurder in Drenthe.
Willinge was een zoon van de gedeputeerde Dubbelt Willinge en Anna Tymans. Willinge werd al op 10-jarige leeftijd benoemd tot schulte van Peize. Zolang hij nog minderjarig was werd hij in die functie vervangen door Roelof Luinge. Willinge was tevens ette voor het dingspel Noordenveld. In 1741 werd hij gekozen tot gedeputeerde van Drenthe, een functie die hij vervulde tot zijn overlijden in 1771.
Willinge trouwde op 18 december 1718 te Peize met de in Groningen geboren Margreta Crans, dochter van Ludolf Crans en Johanna Coops. Hun zonen Dubbelt en Jan werden evenals hun vader schulte van Peize; Dubbelt werd tevens gedeputeerde van Drenthe. Hun zoon Lucas werd schulte van Emmen, hun zoon Ludolf Jan was schulte van Peize 1741-1744. 